# ساختمان‌های قدیمی دانشگاه ووهان
ساختمان‌های قدیمی دانشگاه ووهان (به انگلیسی: Early buildings of Wuhan University) یکی از نمونه‌های معماری مدرن دانشگاهی در چین به‌شمار می‌روند. به دلیل ارزش بالای تاریخی، هنری و علمی، این ساختمان‌ها در ۲۵ ژوئن ۲۰۰۱ توسط شورای دولتی جمهوری خلق چین به عنوان پنجمین گروه از واحدهای حفاظت ملی از آثار فرهنگی و اولین مجموعه ساختمان‌های تاریخی در محوطه دانشگاه‌های چین، در کنار ساختمان‌های اولیه دانشگاه تسینگهوا و ساختمان‌های دانشگاه ینچینگ در کنار دریاچه ویمینگ دانشگاه پکینگ، فهرست شدند.
ساختمان‌های اولیه دانشگاه ووهان دارای ارزش‌های بالای معماری، تاریخی و علمی هستند و سمپوزیوم بین‌المللی بر این باور است که این بناها می‌توانند به‌عنوان میراث جهانی ثبت شوند.

## فهرست ساختمان‌ها
ساختمان‌های اولیه دانشگاه ووهان عمدتاً شامل بناهای آموزشی‌ای بودند که در یک دوره برنامه‌ریزی و طراحی شده و به‌طور پیوسته در محوطه لووجیاشان بین سال‌های ۱۹۳۰ تا ۱۹۳۶ ساخته شدند. در مجموع، ۳۰ پروژه و ۶۸ ساختمان با مساحت ساخت‌وساز ۷۸٬۵۹۶ متر مربع و هزینه‌ای بالغ بر ۴ میلیون یوان نقره‌ای اجرا شد. علاوه بر این، برخی ساختمان‌های ساخته‌شده در دهه‌های ۱۹۴۰ و ۱۹۵۰ نیز در این مجموعه قرار دارند. چنین فعالیت گسترده‌ای در تاریخ معماری مدرن چین کم‌نظیر است. امروزه بیشتر این ساختمان‌ها به‌خوبی حفظ شده و همچنان مورد استفاده قرار می‌گیرند. از میان آن‌ها، ۱۵ مجموعه و ۲۶ ساختمان در فهرست واحدهای حفاظت ملی از آثار فرهنگی ثبت شده‌اند که مساحت ساخت‌وساز آن‌ها ۵۴٬۰۵۴٫۵۲ متر مربع است. اطلاعات پایه این ساختمان‌ها در جدول زیر ارائه شده است (واحد مساحت: متر مربع):